# Cola buesgenii
Cola buesgenii är en malvaväxtart som beskrevs av Adolf Engler. Cola buesgenii ingår i släktet Cola och familjen malvaväxter. Inga underarter finns listade i Catalogue of Life.